# Paulus Seeger
Paulus Seeger OSB (* 1691 in Gengenbach; † 1743 ebenda) war von 1726 bis 1742 Abt der Reichsabtei Gengenbach. Er war ein begabter Maler und Musiker. Zusammen mit Augustin Dornblüth befand er sich 1711 im Kloster Sankt Blasien im Schwarzwald zur Ausbildung.

## Abteikirche
Der Innenraum der Gengenbacher Abteikirche St. Maria aus dem 12. Jahrhundert wurde nach zweimaliger Zerstörung und Instandsetzung im 17. Jahrhundert in der Barockzeit neu gestaltet und in den Jahren 1714–1716 von Johann Jakob Rischer der barocke Glockenturm errichtet.  Neben den Baumeistern und Künstlern Franz Beer, Peter Beer, Philipp Winterhalder, Peter Schwab und Franz Joseph Stoeber war auch Pater Paulus Seeger hier als Maler tätig.